# Vivendi
Die Vivendi SA (von Dezember 2000 bis April 2006 Vivendi Universal) ist ein börsennotierter französischer Medienkonzern, der in den Branchen Musik, Fernsehen, Film, Verlagswesen, Telekommunikation und Internet international tätig ist. Die Wurzeln des Konzerns reichen in das 19. Jahrhundert zurück; ursprünglich war das Unternehmen als Compagnie Générale des Eaux (CGE) im Bereich von Infrastrukturdienstleistungen tätig, wandelte sich aber Ende des 20. Jahrhunderts in einen der dominierenden Mischkonzerne in Frankreich. Nach einer tiefgreifenden Krise Anfang der 2000er Jahre konzentrierte sich der Konzern auf seine Aktivitäten im Medienbereich.

## Geschichte

### Ursprünge als Compagnie générale des Eaux

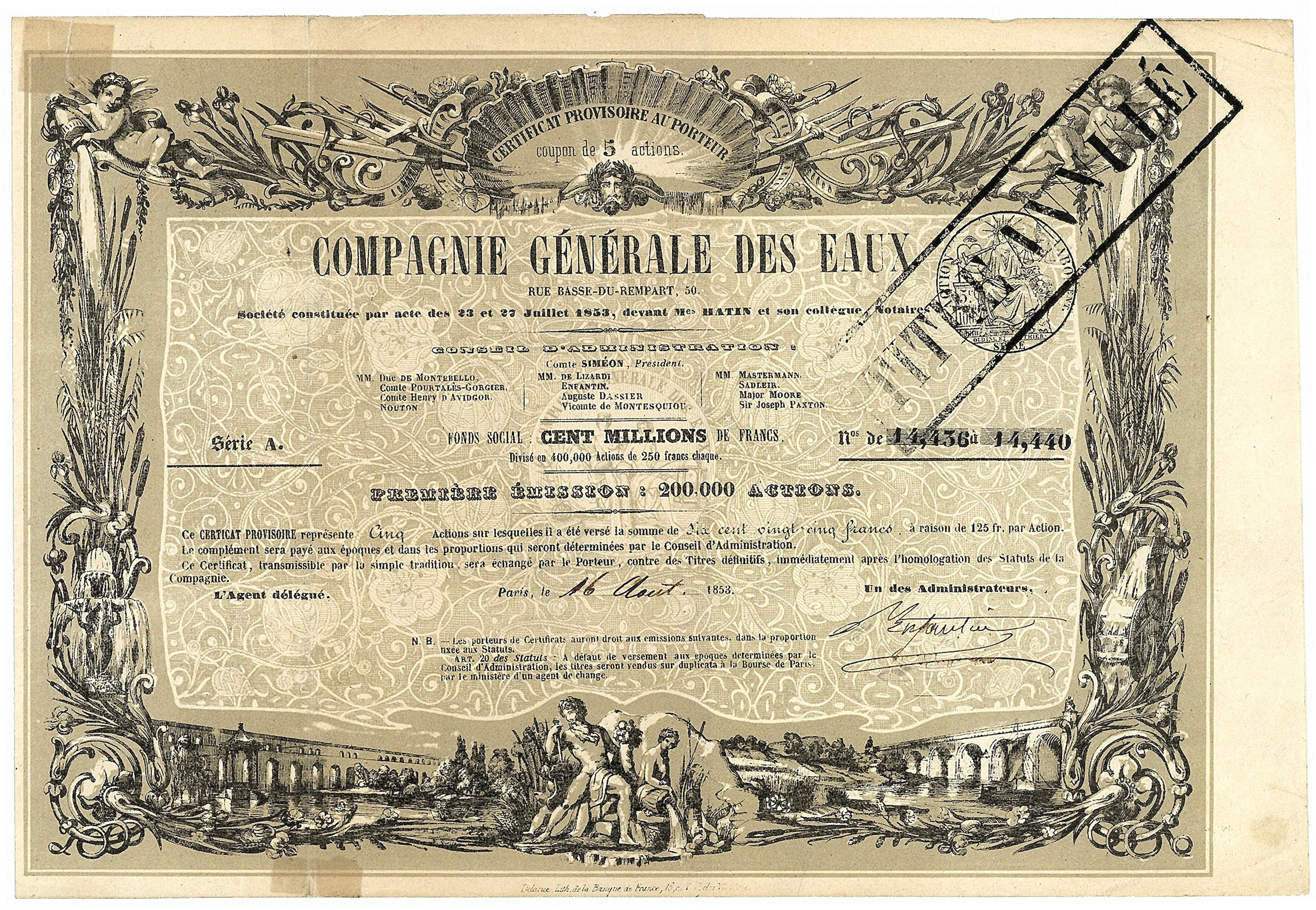
Gründungszertifikat der Compagnie Générale des Eaux (CGE) über 5 Aktien zu je 125 Francs, datiert in Paris am 16. August 1853, eigenhändig unterschrieben von Barthélemy Prosper Enfantin als leitender Direktor. Die Gründung der CGE, der Keimzelle von Vivendi, geht auf die sozialistische Ideen des Saint-Simonisten Enfantin zurück.

Am 14. Dezember 1853 wurde per Dekret in Paris die Wasserversorgungsgesellschaft Compagnie Générale des Eaux (CGE) gegründet, die 1854 eine Konzession auf hundert Jahre erhielt, die Stadt Lyon mit Trinkwasser zu versorgen. Die CGE erhielt 1861 eine weitere Konzession auf 50 Jahre für die Versorgung der Stadt Paris. Wasserversorgung blieb bis weit ins 20. Jahrhundert hinein das Kerngeschäft.
Der Wechsel des CEO im Jahr 1976 zu Guy Dejouany markierte einen Wechsel in der strategischen Ausrichtung des Unternehmens. Die CGE begann kleinere Unternehmen zu übernehmen und wurde ab 1980 auch auf weiteren Sektoren tätig: Abwasser- und Abfallverwertung, Energieversorgung, Transportdienstleistungen, Bauwesen und Immobilienhandel.
1983 beteiligte sich die CGE an der Gründung von Canal+, dem ersten Pay-TV-Sender Frankreichs. Ab 1996 prägte Jean-Marie Messier als neuer CEO mit einer Beschleunigung des Expansionskurses die CGE; die Gründung der Cegetel bildete die Grundlage für den Einstieg ins Geschäft mit Telekommunikation und Massenmedien.

### Wachstum als Vivendi und Krise
1998 änderte das Unternehmen seinen Namen in Vivendi, womit der traditionsreiche Name Compagnie Générale des Eaux respektive das inzwischen wesentlich häufiger anzutreffende Kürzel CGE verschwanden. Vivendi beschäftigte allein in Frankreich 190.300 Mitarbeiter und erwirtschaftete im selben Jahr einen Umsatz von 167 Mrd. Franc.
Der im selben Jahr in Frankreich liberalisierte Telekommunikationsmarkt verhalf Vivendi über die Tochter Cegetel zu beschleunigtem Wachstum und führte zu einer weiter verstärkten Ausrichtung in Richtung Medienkonzern. Einerseits wurden hierzu weitere Unternehmen anteilig oder vollständig hinzugekauft, andererseits wurden bestehende Engagements in eigenständige Gesellschaften ausgegliedert oder verkauft; 1999 trennte sich Vivendi vom Baugewerbe und der Immobilienverwaltung.
Anfang des Jahres 2000 hatte sich Vivendi um eine Lizenz für ein deutsches UMTS-Netz beworben, stieg jedoch kurz vor Beginn der Versteigerung wieder aus.
Im Juli 2000 folgte eine tiefgreifende Veränderung: Die Umwelttechniksparten (Wasser, Entsorgung, Energie, Transport), die jahrelang das Kernsegment des Unternehmens bildeten, wurden in das eigenständige Unternehmen Vivendi Environnement ausgelagert und ein Anteil von 30 % an die Börse gebracht (IPO in Paris im Juli 2000, zusätzliche Notierung in New York im Oktober 2001). Alle Mitarbeiteraktien wurden in die risikostrukturreiche Sparte Vivendi Universal übertragen. Während Vivendi keine sechs Monate später den Namen in Vivendi Universal änderte, erfolgte die Umbenennung von Vivendi Environnement in Veolia Environnement erst im Jahr 2003 (seit 2012 nur noch Veolia). Im Jahr 2006 stieg Vivendi ganz aus Veolia aus.

### Umbau in einen Medienkonzern als Vivendi Universal
Im Dezember 2000 fusionierte der verbliebene Teil des Vivendi-Konzerns – die Medien- und Telekommunikationssparten – mit der Canal+-Gruppe und dem kanadischen Seagram, Besitzer des ehemaligen MCA-Unternehmen, Universal Music und Universal Studios. Aus der Fusion entstand Vivendi Universal (VU), der größte französische Medienkonzern, der mit Universal Music die weltweit größte Plattenfirma und über Universal Studios eines der sechs Major Studios in Hollywood kontrollierte. Durch die Fusion wurde gleichzeitig die Familie um Edgar Bronfman jun., die bereits Seagram kontrollierte, größter Einzelaktionär von Vivendi Universal.
Während das erste Geschäftsjahr des neuen Medienkonzerns praktisch unbeachtet verstrich, häuften sich bereits 2002 verschiedene finanzielle Probleme, die man nicht mehr zu verbergen vermochte. Das Unternehmen begann umzuschichten und diverse Beteiligungen zu verkaufen – der Anteil an Vivendi Environnement wurde auf 40 % gesenkt – während CEO Jean-Marie Messier bekräftigte, es handle sich nur um einige Schwierigkeiten.
Noch im Juli 2002 musste Messier das Unternehmen verlassen und eine tiefgreifende Restrukturierung musste eingeleitet werden, um einen drohenden Bankrott abzuwenden. Neuer CEO wurde ab 2002 Jean-Bernard Lévy. Das Geschäftsjahr 2002 schloss mit einem Rekordverlust von über 23 Mrd. Euro. Als Anfang März 2003 der Jahresbericht für das Geschäftsjahr 2002 veröffentlicht wurde, wurde das wahre Ausmaß der „Schwierigkeiten“ publik: Das Unternehmen fuhr einen Verlust von 23,3 Milliarden Euro ein – der höchste Verlust, den ein französisches Unternehmen bis zu diesem Zeitpunkt zu verkraften hatte – und hatte Nettofinanzschulden von 12,3 Milliarden Euro. Um aus der finanziellen Misere herauszukommen, sah man vor, im Laufe des Jahres 2003 Unternehmensteile im Wert von 7 Milliarden Euro zu verkaufen.
Die Ankündigung des Verkaufs solch teurer Unternehmensteile machte deutlich, dass es sich dabei um einen der größeren ehemaligen Teile von Seagram handeln müsse. Da die Universal Music Group (UMG) bereits das größte Unternehmen ihrer Branche war und rentabel arbeitete, rückte Vivendi Universal Entertainment (VUE) in den Mittelpunkt des Interesses. Bereits im Mai 2003 teilten Vivendi Universal und die National Broadcasting Company (NBC) mit, dass man sich über die Übernahme von VUE und die Zukunft des kontrollierenden Universal Studios grundsätzlich einig geworden sei und das Geschäft von den diversen Kartell- und Wettbewerbsbehörden genehmigt werden müsse.
Anfang Oktober 2003 unterzeichneten General Electric (GE), der Mutterkonzern von NBC, und Vivendi Universal das endgültige Übereinkommen über die Schaffung des Medienkonzerns NBC Universal (NBCU) durch die Kombination von NBC und Universal Studios. Vollzogen wurde die vertraglich vereinbarte Zusammenlegung im Mai 2004, nach der Zustimmung aller dafür zuständigen Behörden. NBC Universal nahm daraufhin seine Geschäfte auf.
Im April 2006 beschlossen die Aktionäre auf der Hauptversammlung, den Namen des Unternehmens wieder in Vivendi zu ändern.
Im September 2006 wurde bekannt, dass Bertelsmann seinen Musikverlag BMG Music Publishing für 1,63 Milliarden Euro an Vivendi verkauft, dadurch wurde Vivendi zum größten Musikverlag der Welt.
Im November 2007 gab Vivendi-Chef Jean-Bernard Lévy bekannt, dass das Unternehmen die US-Firma Activision zukauft. Diese Akquisition schuf einen Spielegiganten, der nach Angaben des Unternehmens 18,9 Milliarden Dollar wert war. Die Firma hieß anschließend Activision Blizzard, wobei Vivendi die Mehrheit übernahm. Sie zahlte unter anderem 1,7 Milliarden Dollar Abfindung an die Activision-Aktionäre. Dadurch erhielt Vivendi einen Aktienanteil von 62 %. Die Firma blieb jedoch weiterhin an der Börse notiert.
Im Dezember 2009 verkaufte Vivendi seinen Anteil an NBC Universal in Höhe von 20 Prozent an General Electric, die daraufhin ihre nunmehr 100 Prozent an Comcast abgaben.

### Einstieg von Bolloré
Im Sommer 2012 gab Jean-Bernard Lévy den Vorsitz des Unternehmens an Jean-François Dubos ab. Im selben Jahr brachte der französische Unternehmer Vincent Bolloré seine Fernsehaktivitäten (bestehend aus den französischen Sendern Direct 8 und Direct Star) bei Canal+ ein und wurde damit größter Einzelaktionär von Vivendi (mit zunächst rund 5 % der Anteile im Jahr 2013). Im Juni 2014 wurde Bolloré Aufsichtsratspräsident von Vivendi; und mit Arnaud de Puyfontaine ein Vertrauter von Bolloré neuer Vorstandsvorsitzender (CEO). Vincent Bolloré baute seinen Anteil bei Vivendi (über seine börsennotierte Holding Bolloré) bis 2017 auf 27 % (und knapp unter 30 % der Stimmrechte) aus und kontrolliert damit de facto Vivendi.
Bis Ende Dezember 2016 erhöhte Vivendi seinen Aktien- und Stimmrechteanteil am italienischen Medienkonzern Mediaset auf jeweils fast 30 %.
Seit Oktober 2017 gehört die französische Werbeagentur Havas zu Vivendi, die Fusion entstand durch eine familiäre Absprache, der CEO von Havas, Yannick Bolloré besprach die grundsätzliche Fusion mit seinem Vater und Aufsichtsratspräsidenten von Vivendi, Vincent Bolloré.
Ende März 2021 beschloss eine außerordentliche Hauptversammlung von Vivendi die Abspaltung (spin off) der Universal Music Group: bis Ende 2021 sollten 60 % der Aktien der UMG an die Aktionäre abgegeben werden und an der Börse in Amsterdam notiert werden; Vivendi wollte weiterhin einen Anteil von 20 % halten, die restlichen 20 % sollten bei dem chinesischen Partner Tencent verbleiben. Im Januar 2025 hatte Tencent keinen namentlich bekannten Anteil mehr, Vivendi lag bei 9,94 % und Vincent Marie Claude Bolloré hielt 17,85 %.

## Tochtergesellschaften

### Universal Music Group
Zusammen mit der Universal Music Group, dem Tonträgerunternehmen mit dem weltweit größten Anteil am Musikmarkt, und Universal Studios kontrolliert das Unternehmen Vivendi eines der sechs Major-Studios in Hollywood.
Die „Universal Music Group“ (UMG) gilt als Major-Label. Sie entstand 1995 aus der Übernahme der Music Corporation of America (MCA) durch Seagram und dem Zukauf von Polygram 1998. Seitdem ist die UMG das Unternehmen mit dem weltweit größten Anteil am Musikgeschäft und wies 2005 einen weltweiten Marktanteil von 25,6 % aus.
Im November 2011 kaufte Universal Music das Label EMI Music für 1,9 Milliarden Euro. Derzeit gehören zu Universal Music neben der EMI Group die Tonträgerunternehmen Capitol Records, Motown Record Company, Republic Records, Verve Music Group, Mercury Nashville, Interscope Records, Island Def Jam Records, Polydor, Urban, Koch International und Deutsche Grammophon.
Die deutsche Niederlassung in Berlin war 2003 Gründungsgesellschafter der Popakademie Baden-Württemberg GmbH. Ziel des Engagements ist die fundierte Ausbildung des zukünftigen Managementnachwuchses im Rahmen des Bachelor-Studiengangs Musikbusiness.

### Canal+ Group
Die Canal+ Group ist einer der größten europäischen Bezahlfernsehanbieter mit 230 Fernsehkanälen und Telediensten (2003). Mit rund fünf Millionen Abonnenten in Frankreich ist Canal+ Marktführer.
Zur Gruppe gehört auch das Unternehmen StudioCanal, mit den Schwerpunkten Filmdistribution, Filmproduktion und Filmrechtehandel. StudioCanal besitzt die weltweit drittgrößte Filmbibliothek. Anfang 2008 übernahm StudioCanal die deutsche Kinowelt-Gruppe.

### Dailymotion
Ende Juni 2015 gab Vivendi bekannt, dass es nach drei Monaten Verhandlungen eine Mehrheitsbeteiligung von 80 % an der Videoplattform Dailymotion für einen Preis von rund 241 Mio. Dollar (217 Mio. Euro) erworben hat, während die übrigen 20 % Firmenanteile bei dem vorherigen Besitzer Orange verblieben. Bereits einen Monat später erhöhte Vivendi seine Beteiligung auf 90 %. Der Kauf der Videoplattform, die nach Aussage von Dailymotion die zweitgrößte nach Youtube sein soll, ist Teil von Vivendis digitaler Strategie. Bereits im Vorfeld war ein Käufer für Dailymotion gesucht worden: Ein Angebot von Yahoo über 300 Mio. Dollar war ebenso wie das von PCCW von der französischen Regierung abgelehnt worden.

### Gameloft
Vivendi sicherte sich im Juni 2016 in einer feindlichen Übernahme 61,7 Prozent der Anteile an dem Videospielehersteller Gameloft und kontrolliert damit mindestens 55,6 Prozent der Stimmrechte.

## Ehemalige Beteiligungen

### Activision Blizzard

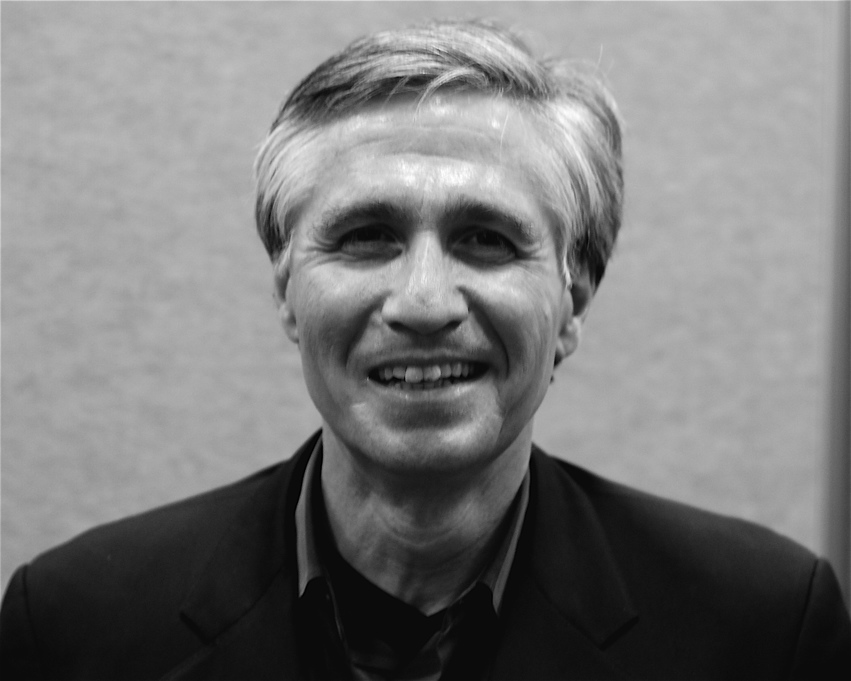
Bruce Hack, CEO von Vivendi Games

Zu den in Vivendi Games (bis April 2006 Vivendi Universal Games) enthaltenen Spieleentwicklern und Distributoren gehörten unter anderem Sierra Entertainment (F.E.A.R., King’s Quest, Space Quest, Leisure Suit Larry, Caesar-Reihe und weitere Aufbaustrategiespiele, wie Pharao und Der Erste Kaiser) und Blizzard Entertainment (Warcraft-Reihe, Diablo, World of Warcraft, Starcraft).
Activision und Vivendi Games gaben am 2. Dezember 2007 an, zum neuen Konzern Activision Blizzard zu fusionieren und damit Electronic Arts als größten Vertrieb von Spiele-Software zu überholen. Im Juli 2013 reduzierte Vivendi seine Beteiligung an Activision Blizzard von 61 auf 12 Prozent und hielt nach weiteren Verkäufen im Mai 2014 5,8 Prozent der Anteile des Unternehmens. Im Januar 2016 verkaufte Vivendi die restlichen Anteile und ist nun nicht mehr an Activision Blizzard beteiligt.

### SFR
SFR (ursprünglich Société Française de Radiotéléphonie) ist der zweitgrößte Mobilfunkanbieter in Frankreich. Am 4. April 2011 wurde bekannt gegeben, dass Vivendi die Anteile Vodafones an SFR für 7,95 Milliarden Euro kaufen wird und Alleineigentümer wird. Im April 2014 gab Vivendi die Übernahme von SFR durch Numericable bekannt. Am fusionierten Unternehmen war Vivendi zunächst mit 20 Prozent beteiligt, verkaufte diesen Anteil jedoch im Februar 2015.
SFR hat rund 17,2 Millionen Kunden (2005) und einen Marktanteil von 35,8 Prozent. Die SFR hielt bis 2009 eine Beteiligung von 40,7 Prozent an Neuf Cegetel, dem zweitgrößten Festnetzanbieter Frankreichs. Im Laufe des Jahres 2009 übernahm SFR die restlichen 59,3 Prozent und fusionierte mit ihm.

### Maroc Telecom
Maroc Telecom ist die ehemalige staatliche Telefongesellschaft Marokkos und mit 5,2 Millionen Kunden (2003) der führende marokkanische Anbieter in den Bereichen Festnetz, Mobiltelefon und Internet. Vivendi war an dem Unternehmen mit 53 Prozent beteiligt. Im Dezember 2013 gab Vivendi den Verkauf der Anteile an Etisalat bekannt.

### Global Village Telecom
Im Jahr 2009 hat Vivendi das brasilianische Telekomunternehmen Global Village Telecom (GVT) für 4,2 Milliarden US-Dollar übernommen. 2014 gab Vivendi die Übernahme von Global Village Telecom durch Telefónica bekannt.

### Watchever
Watchever war der Flatrate-Video-on-Demand-Dienst (Online-Videoportal), mit dem Vivendi seit 2013 im deutschsprachigen Raum mit großem Werbeaufwand gegen Maxdome (ProSiebenSat.1 Media) und Lovefilm (Amazon) Marktanteile gewinnen wollte. Als spezifische Vorteile gegenüber der Konkurrenz wurden der Offline-Modus für mobilen Konsum ohne Internetverbindung und vor allem die Bereitstellung der Inhalte auf allen relevanten Endgeräten (v. a. Apple), in HD und optional in Originalton genannt, dafür wurde aber auf aktuelle Blockbuster verzichtet. Im Juli 2016 wurde die Einstellung des Dienstes zum Jahresende 2016 bekannt gegeben.

## Rezeption
- Vivendi Universal. Dass uns die ganze Welt gehört. Dokumentation, Frankreich / Kanada 2006, 84 Min., ein Film von Don Young und Alan Handel, Produktion: arte, Erstausstrahlung: 2. Juli 2007.